# بروس مكاندلس

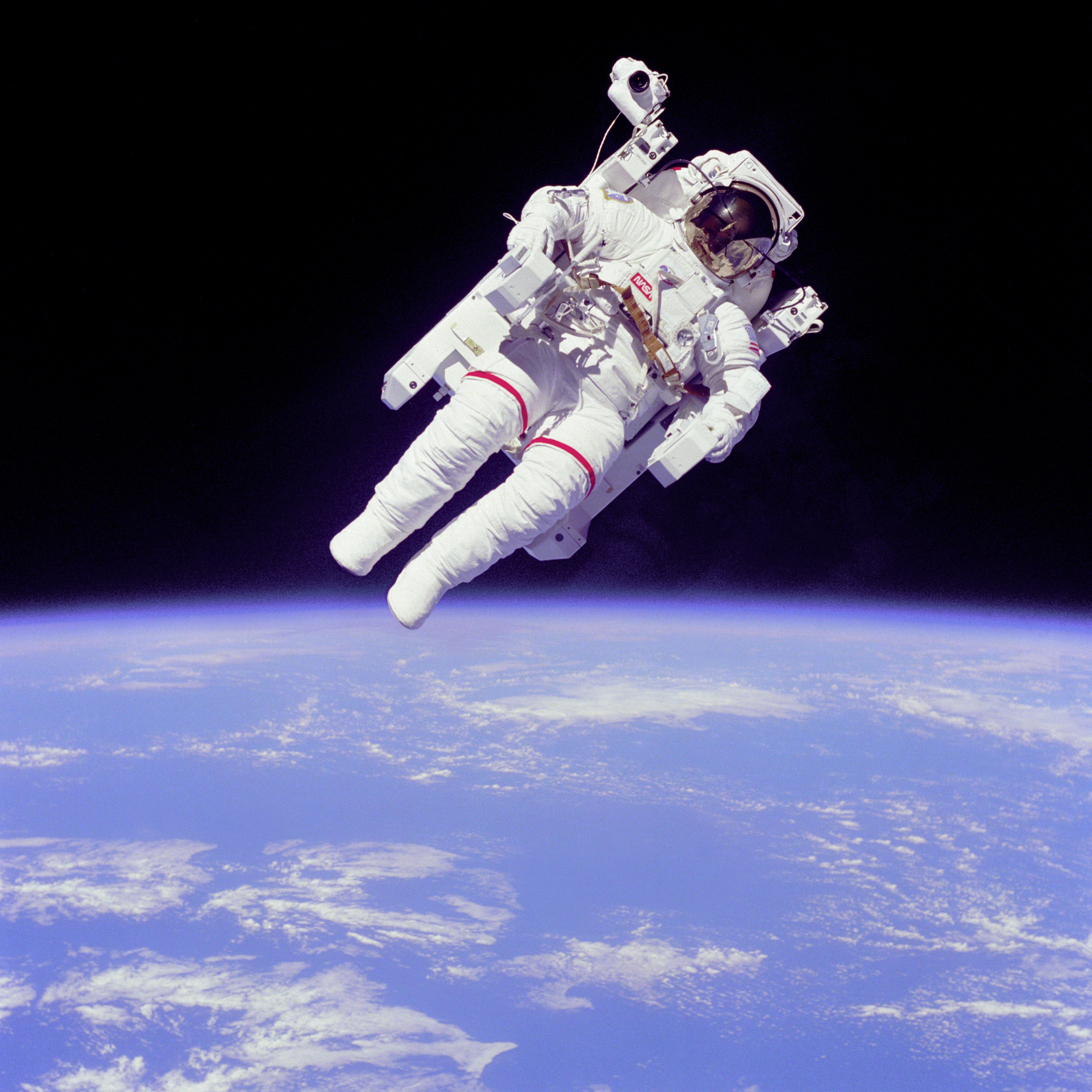
مكاندلس يسبح في الفضاء

بروس مكاندلس أو بروس مكاندلس الثاني (بالإنجليزية: Bruce McCandless II)‏ (مواليد 8 يونيو 1937 - 21 ديسمبر 2017)، هو رائد فضاء أمريكي، أشتهر بأنه أول من يتحرك بحرية وهو غير مقيد بحبل خلال مهمة سير في الفضاء.

## مسيرته
بدأ بروس حياته المهنية كقبطان في البحرية الأمريكية، ثم انضم لوكالة ناسا سنة 1966. وأصبح يعمل كمتلقي دعم بالوكالة لكل من مهمة أبولو 14، ومهمة أبولو الثانية سنة 1969. كما كان متلقي اتصالات رائدي الفضاء الشهيرين نيل أرمسترونج وباز ألدرين.
انطلق بروس إلى الفضاء بمهمة سنة 1984، وكان من أول رواد الفضاء الذين يمشون في الفضاء من دون ربط أي حبل لربطه بالمركبة الفضائية. وفي سنة 1990 ساعد على تأسيس تلسكوب هابل.

## وصلات خارجية
- بروس مكاندلس على موقع IMDb (الإنجليزية)
- بروس مكاندلس على موقع الموسوعة البريطانية (الإنجليزية)
- بروس مكاندلس على موقع ميوزك برينز (الإنجليزية)
- McCandless' official NASA biography
- Astronautix biography of Bruce McCandless
- Spacefacts biography of Bruce McCandless